# Ulrike Windsperger
Ulrike Windsperger (* 26. Januar 1949 in München) ist eine deutsche Politikerin (Bündnis 90/Die Grünen).

## Leben
Windsperger besuchte die Volksschule in München und machte die Ausbildung zur Rechtsanwaltsgehilfin. Sie war sowohl im erlernten Beruf als auch berufsfremd in einem Krankenhaus, einer Buchhandlung und einem Verlag tätig. Über den 2. Bildungsweg hat sie das Abitur absolviert und hielt sich anschließend in England auf. Es folgten ein Praktikum an der Montessori-Schule und ein Gartenbaustudium.

## Politik
Windsperger war ab 1982 bei den Grünen tätig. Sie war Mitbegründerin des Menzinger Umweltkreises und in der Bürgerinitiative gegen den Bau der A 99 aktiv. Von Januar 1985 bis Dezember 1986 war sie Landesvorsitzende der bayerischen Grünen. Am 2. Juli 1987 rückte sie für den ausgeschiedenen August Haußleiter in den Bayerischen Landtag nach, dem sie bis 1990 angehörte.